# Zápisky o válce galské

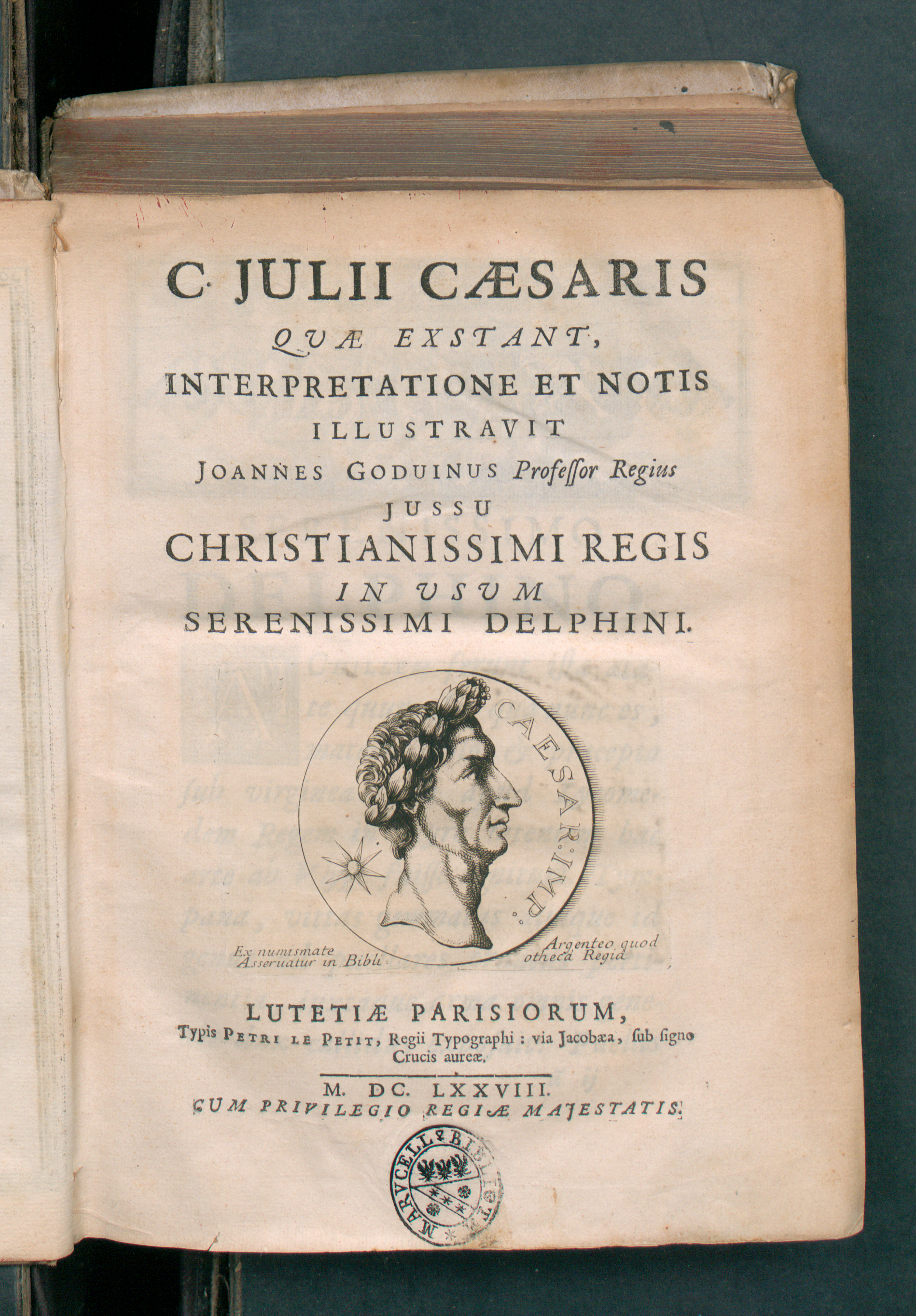
C. Iulii Caesaris quae extant, 1678

Zápisky o válce galské (lat. Commentarii de bello Gallico) jsou nejproslulejším dílem římského politika, vojevůdce a spisovatele Gaia Julia Caesara.

## Popis
V sedmi knihách popisuje Caesar svá galská tažení a bitvy z let 57-51 př. n. l., ale i přírodu a zvyky starých Keltů, Germánů a Britanů. V Zápiscích o válce galské také Caesar popsal šifru (dnes známá jako Caesarova šifra), kterou využíval pro vojenskou komunikaci. Poslední, osmou knihu napsal jeho pobočník Aulus Hirtius. Celé zápisky jsou psané v er–formě (tedy ve třetí osobě, Caesar o sobě mluví jako o „něm“), čímž chtěl zdůraznit jistou objektivnost. Sloh díla je velmi střídmý, bez zbytečných odboček a kudrlinek, používá malou slovní zásobu – obsahuje jen asi 1 300 různých slov. Pro svou jednoduchost se zápisky dodnes využívají jako četba při vyučování latiny.

### Online dostupné dílo
- CAESAR, Gaius Iulius. Zápisky o válce gallské. Překlad Josef V. Víta. Praha: Alexander Storch, 1882. 230 s. Dostupné online.